# Manuel Losada Pérez de Nenín
Manuel Losada Pérez de Nenín, de nombre completo Manuel Galo Pascual Losada Pérez de Nenín, conocido como Manuel Losada (Bilbao, 16 de octubre de 1865 - ibídem, 9 de octubre de 1949) fue un pintor español que en su última etapa dirigió el Museo de Bellas Artes de Bilbao.

## Biografía
Hijo de Joaquín Losada Casas y de Basilia Pérez de Nenín Urbieta, la familia Losada abandonó Bilbao en 1874 durante el sitio carlista, estableciéndose en Santander. Regresaron dos años después. En 1881 Manuel estudió francés en Bayona, donde empezaron a despuntar sus habilidades artísticas. Al regresar a Bilbao, alternó su preparación para formarse en el mundo del comercio con las clases que impartía Antonio Lecuona. En 1887 consiguió una beca de la Diputación de Vizcaya para estudiar en París, donde conoció y se relacionó con Zuloaga, Ramón Casas, Paco Durrio y otras figuras del impresionismo.
En 1892 se estableció definitivamente en Bilbao, abriendo estudio. Fue uno de los fundadores del Kurding Club, donde realizó un mural en compañía de otros dos miembros ilustres: Ignacio Zuloaga y Anselmo Guinea, que hoy día se puede contemplar en la Sociedad filarmónica. En 1897 se casó con Gregoria Moya Odriozola y tuvieron dos hijos inmortalizados en sendos lienzos: Flora y Alberto.

## Evolución artística
En sus primeros años de actividad artística, su pintura estuvo influenciada por la corriente noventayochista, adoptando una gama de colores oscuros y sombríos, en un mezcla de tipos gitanos y aldeanos vascos. Hacia 1909, compaginó la actividad puramente pictórica con la creación de diseños para decorados teatrales y su pintura evolucionó hacia las “estampas bilbaínas románticas”, ambientadas en tiempos pasados, con buena parte de su producción con la técnica del pastel. El crítico Juan de la Encina, en un artículo titulado Exposición Losada, Pinturas del Bilbao Viejo publicado en El Nervión el 5 de mayo de 1910 decía:

«Era la de Losada un Bilbao en fiestas: perpetuó el día del Corpus en la plazuela de Santiago, el Descendimiento en la Plaza Vieja, los Gigantes en la ría, la inauguracion del puente de los Fueros, el Balcón de la Gobernadora, las procesiones de Semana Santa, y las tertulias bajo iluminación del gas, del Café Suizo de los Matossi, Franconi y Compañía.».

### El Kurding Club

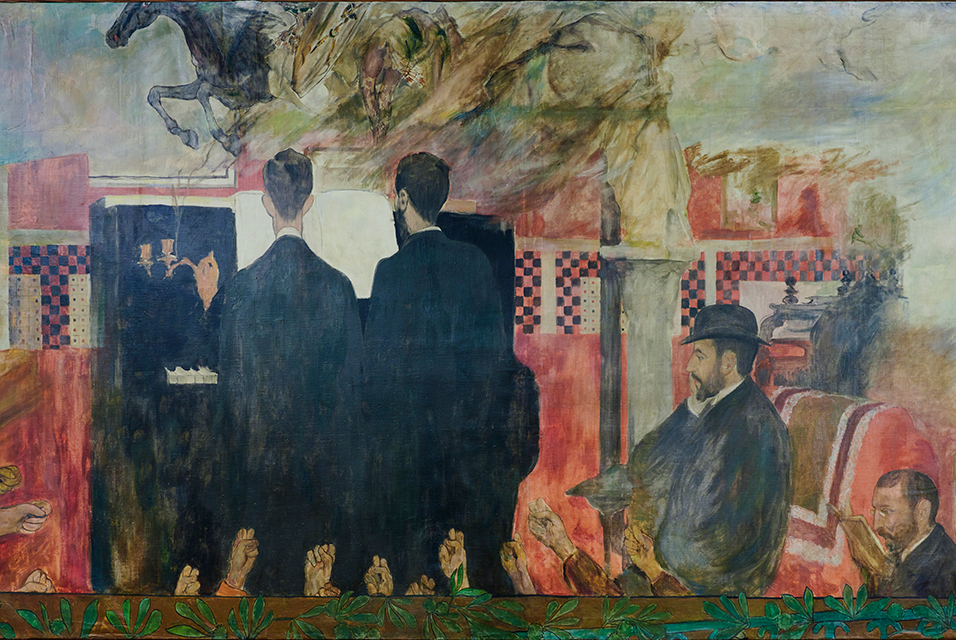
Las walkirias (circa 1894), actualmente en la Sociedad Filarmónica de Bilbao

En 1894 se decidió decorar el local de la sociedad Kurding Club, a la que Losada pertenecía, con una serie de paneles. Losada pintó Las walkirias y Don Terencio y Chango, al igual que hicieron Zuloaga y Anselmo Guinea, que colaboraron con sendos paneles.
Las walkirias representa el interior del propio club en el momento en que se celebraba un recital de piano por parte de dos socios. En el fondo de la escena, y proveniente del piano se eleva una bruma en la que aparecen personajes wagnerianos.
Don Terencio y Chango representa a dos personajes bilbaínos, el primero un gigante de cartón y el otro un txistulari, y es una buena muestra del saber hacer de Losada para la técnica cartelista.

## Consagración y cargos públicos
En 1903 participó en el Salón de los Independientes de París. En 1906 presentó obra en la Bienal de Venecia. En 1908 fue nombrado académico de la Real Academia de Bellas Artes de San Fernando. En 1911 participa en la creación de la Asociación de Artistas Vascos. En 1914 fue nombrado director del Museo de Bellas Artes de Bilbao, y tras la fusión de este museo con el Museo de Arte Moderno, Losada fue nombrado director del Museo de Bellas Artes y Arte Moderno de Bilbao, cargo que ostentó hasta su muerte en 1949.

## Obras
Una pequeña selección de obras en museos e instituciones permite citar por ejemplo: Gitanos al mercado, Vendedor de lotería, El puente colgante de Bilbao, Fiesta en El Arenal, Desfile con San Nicolás al fondo, Casa de Victoria de Lecea y Los remeros, en el Museo de Bellas Artes de Bilbao; Aizkolaris en Begoña en el Museo de Euskal Herria de Guernica; Plaza Nueva inundada, El Arenal y Damas en el balcón en la Colección Bilbao Bizkaia Kutxa; Las walkirias y Don Terencio y Chango en la Colección Sociedad Filarmónica de Bilbao; Llegada del "Paquete de la Guayra" a San Agustín y Fiesta veneciana en la Plaza Nueva en la Colección de la Sociedad Bilbaína; El Sitio y Damas junto a la iglesia de San Nicolás en la Colección BBVA; o Marinero con acordeón, Bilbaínas en El Arenal y Llegada de la “Paloma” en la Colección Iberdrola.